# Штефан-чел-Маре (комуна, Олт)
Штефан-чел-Маре (рум. Ștefan cel Mare) — комуна у повіті Олт в Румунії. До складу комуни входять такі села (дані про населення за 2002 рік):
- Штефан-чел-Маре (1355 осіб)
- Янка-Ноуе (778 осіб)

Комуна розташована на відстані 165 км на південний захід від Бухареста, 70 км на південь від Слатіни, 66 км на південний схід від Крайови.

## Населення
За даними перепису населення 2002 року у комуні проживали 2133 особи.
Національний склад населення комуни:
| Національність | Кількість осіб | Відсоток |
| -------------- | -------------- | -------- |
| румуни         | 2092           | 98,1%    |
| цигани         | 40             | 1,9%     |
| турки          | 1              | < 0,1%   |

Рідною мовою назвали:
| Мова      | Кількість осіб | Відсоток |
| --------- | -------------- | -------- |
| румунська | 2122           | 99,5%    |
| циганська | 10             | 0,5%     |
| турецька  | 1              | < 0,1%   |

Склад населення комуни за віросповіданням:
| Релігія     | Кількість осіб | Відсоток |
| ----------- | -------------- | -------- |
| православні | 2125           | 99,6%    |
| адвентисти  | 7              | 0,3%     |
| мусульмани  | 1              | < 0,1%   |

## Зовнішні посилання
- Дані про комуну Штефан-чел-Маре на сайті Ghidul Primăriilor